# Fiennes
Pour les articles homonymes, voir Fiennes (homonymie).
Fiennes est une commune française située dans le département du Pas-de-Calais en région Hauts-de-France. Ses habitants sont appelés les Fiennois. La commune est membre de la communauté de communes Pays d'Opale qui regroupe 23 communes et compte 25 186 habitants en 2021.
La commune de Fiennes (nom officiel depuis 1801) est située dans le nord du département du Pas-de-Calais à 14 km, à vol d'oiseau, au sud de la commune de Calais. C’est une commune de type commune rurale à habitat dispersé avec une population de 849 habitants au dernier recensement de 2022.
Le territoire de la commune se trouve en partie dans le bassin carrier de Marquise. C'est dans ce bassin carrier qu'a été extrait le « marbre Lunel » utilisé pour la restauration du sol de la cathédrale Notre-Dame de Paris à la suite de l'incendie de 2019. Elle se situe dans l'ancien bassin minier du Boulonnais où la houille est exploitée entre 1692 et 1950.
Située dans le parc naturel régional des Caps et Marais d'Opale, le territoire communal est riche de trois ZNIEFF et d'un site Natura 2000. Le tilleul du Crocq est classé depuis 1923.

## Géographie

### Localisation
Localisée dans le nord du département du Pas-de-Calais, Fiennes est une commune limitrophe à l'est de la commune de Guînes et située, à vol d'oiseau, à 14 km au sud de la commune de Calais (chef-lieu d'arrondissement).
Le territoire de la commune est limitrophe de ceux de six communes.
Les communes limitrophes sont Caffiers, Rety, Ferques, Guînes, Hardinghen et Hermelinghen.

### Géologie et relief
La superficie de la commune est de 11,64 km2 ; son altitude varie de 71  à   166 m.

### Hydrographie
Le territoire de la commune est situé dans le bassin Artois-Picardie.
La commune est drainée par le Crembreux, appelé aussi le ruisseau le Crembreux, d'une longueur de 13,32 km, qui prend sa source dans la commune d'Hardinghen et se jette dans la Slack (petit fleuve du haut-boulonnais se jetant dans la Manche) au niveau de la commune de Marquise.

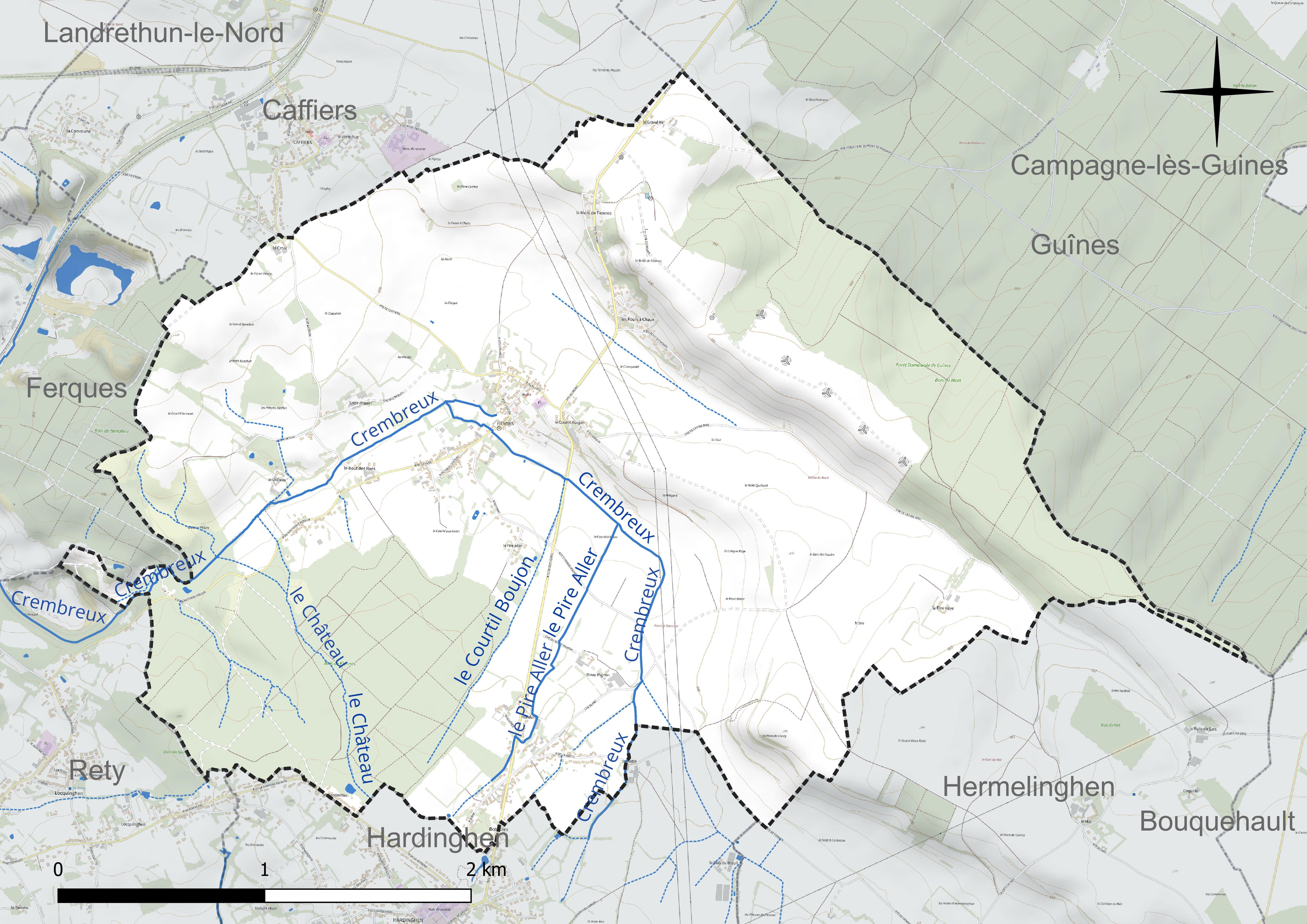
Réseau hydrographique de Fiennes.

Le Crembreux a trois petits affluents qui coulent sur la commune :
- le Pire Aller, d'une longueur de 1,93 km, qui prend sa source dans la commune d'Hardinghen[5] ;
- le Château, d'une longueur de 1,63 km, qui prend sa source dans la commune d'Hardinghen[6] ;
- le Courtil Boujon, d'une longueur de 1,55 km, qui prend sa source dans la commune[7].

### Climat
Pour des articles plus généraux, voir Climat des Hauts-de-France et Climat du Pas-de-Calais.
En 2010, le climat de la commune est de type climat océanique franc, selon une étude du CNRS s'appuyant sur une série de données couvrant la période 1971-2000. En 2020, Météo-France publie une typologie des climats de la France métropolitaine dans laquelle la commune est exposée à un climat océanique et est dans la région climatique Côtes de la Manche orientale, caractérisée par un faible ensoleillement (1 550 h/an) ; forte humidité de l’air (plus de 20 h/jour avec humidité relative > 80 % en hiver), vents forts fréquents.
Pour la période 1971-2000, la température annuelle moyenne est de 10,2 °C, avec une amplitude thermique annuelle de 13,3 °C. Le cumul annuel moyen de précipitations est de 953 mm, avec 12,9 jours de précipitations en janvier et 8,7 jours en juillet. Pour la période 1991-2020, la température moyenne annuelle observée sur la station météorologique la plus proche, située sur la commune de Licques à 9 km à vol d'oiseau, est de 10,5 °C et le cumul annuel moyen de précipitations est de 1 138,1 mm,. Pour l'avenir, les paramètres climatiques de la commune estimés pour 2050 selon différents scénarios d'émission de gaz à effet de serre sont consultables sur un site dédié publié par Météo-France en novembre 2022.

### Paysages
Pour un article plus général, voir Paysage en France.
La commune s'inscrit à la jonction de deux paysages régionaux tels qu’ils sont définis dans l’atlas de paysages de la région Nord-Pas-de-Calais, conçu par la direction régionale de l'Environnement, de l'Aménagement et du Logement (DREAL), :
- les « paysages boulonnais » qui concernent 66 communes, se délimitent : au Nord, par les paysages des coteaux calaisiens et du Pays de Licques, à l'Est, par le paysage du Haut pays d'Artois, et au Sud, par les paysages Montreuillois.

Les « paysages boulonnais », constitués d'une boutonnière bordée d'une cuesta définissant un pays d'enclosure, sont essentiellement un paysage bocager composé de 47 % de son sol en herbe ou en forêt et de 31 % en herbage, avec, dans le sud et l'est, trois grandes forêts, celle de Boulogne, d'Hardelot et de Desvres et, au nord, le bassin de carrière avec l'extraction de la pierre de Marquise depuis le Moyen Âge et de la pierre marbrière dont l'extraction s'est développée au XIXe siècle.
La boutonnière est formée de trois ensembles écopaysagers : le plateau calcaire d'Artois qui forme le haut Boulonnais, la boutonnière qui forme la cuvette du bas Boulonnais et la cuesta formée d'escarpements calcaires.
Dans ce paysage, on distingue trois entités :
- - les vastes champs ouverts du Haut Boulonnais ;
  - le bocage humide dans le Bas Boulonnais ;
  - la couronne de la cuesta avec son dénivelé important et son caractère boisé[15] ;
- les « paysages des coteaux calaisiens et du pays de Licques » concernent 56 communes du Pas-de-Calais. Ces paysages s'étendent sur environ 30 km de long (est-ouest) et 15 km de large (nord-sud) et présentent deux sous-ensembles : les coteaux calaisiens au nord et le pays de Licques au sud. Les altitudes de ces paysages varient de 206 m dans le Pays de Licques, à 120 m dans l’ouest des coteaux Calaisiens, près de Guînes, et à 10 m dans l'est, près d'Audruicq[16].

Ces paysages recouvrent trois entités écopaysagères : les collines guînoises qui constituent le rebord septentrional de l'Artois, l'entité de Bredenarde qui appartient à la plaine maritime flamande, et la cuvette de Licques. Ils sont constitués de 59,70 % de cultures, de 17,30 % de forêts, de 15,11 % de prairies naturelles, permanentes, de 7,45 % d'espaces artificialisés, avec les quatre principales communes que sont Audruicq, Ardres, Guînes et Licques, de 0,27 % d'industries, et de 0,18 % de cours d'eau et plan d'eau.
Les éléments structurants de ces paysages sont la LGV Nord et l'A26, la rivière la Hem qui coule du sud vers le nord-est, les escarpements sur les coteaux du Calaisis et autour du pays de Licques et, d'ouest en est, les différents boisements comme la forêt de Guînes, le bois de l'Abbaye, la forêt de Tournehem et une partie de la forêt d'Éperlecques.

### Milieux naturels et biodiversité
L'extrême nord de la commune est occupé par la forêt domaniale de Guînes, et le sud par le bois de Fiennes ; le bois de Beaulieu se trouve immédiatement au-delà de la limite ouest.

#### Espace protégé et géré
La protection réglementaire est le mode d’intervention le plus fort pour préserver des espaces naturels remarquables et leur biodiversité associée.
Dans ce cadre, la commune fait partie d'un espace protégé : le parc naturel régional des Caps et Marais d'Opale, d’une superficie de 132 499 ha réparties sur 154 communes, géré par le syndicat mixte d'aménagement et de gestion du parc naturel régional des Caps et Marais d'Opale.

#### Zones naturelles d'intérêt écologique, faunistique et floristique
L’inventaire des zones naturelles d'intérêt écologique, faunistique et floristique (ZNIEFF) a pour objectif de réaliser une couverture des zones les plus intéressantes sur le plan écologique, essentiellement dans la perspective d’améliorer la connaissance du patrimoine naturel national et de fournir aux différents décideurs un outil d’aide à la prise en compte de l’environnement dans l’aménagement du territoire.
Le territoire communal comprend deux ZNIEFF de type 1 : 
- la forêt domaniale de Guînes et ses lisières. Cette ZNIEFF est située sur les marges des collines de l'Artois dont elle marque le rebord septentrional, en limite de la plaine maritime flamande[19] ;
- le bois de Fiennes, le bois de Beaulieu et la carrière de la Parisienne. Cette ZNIEFF est en  limite orientale du bassin de Marquise, exploité pour l’extraction du marbre[20].

et une ZNIEFF de type 2 : la boutonnière de pays de Licques. Cette ZNIEFF, de 17 830 ha, s'étend sur 43 communes.

Carte des ZNIEFF de type 1 et 2 sur la commune
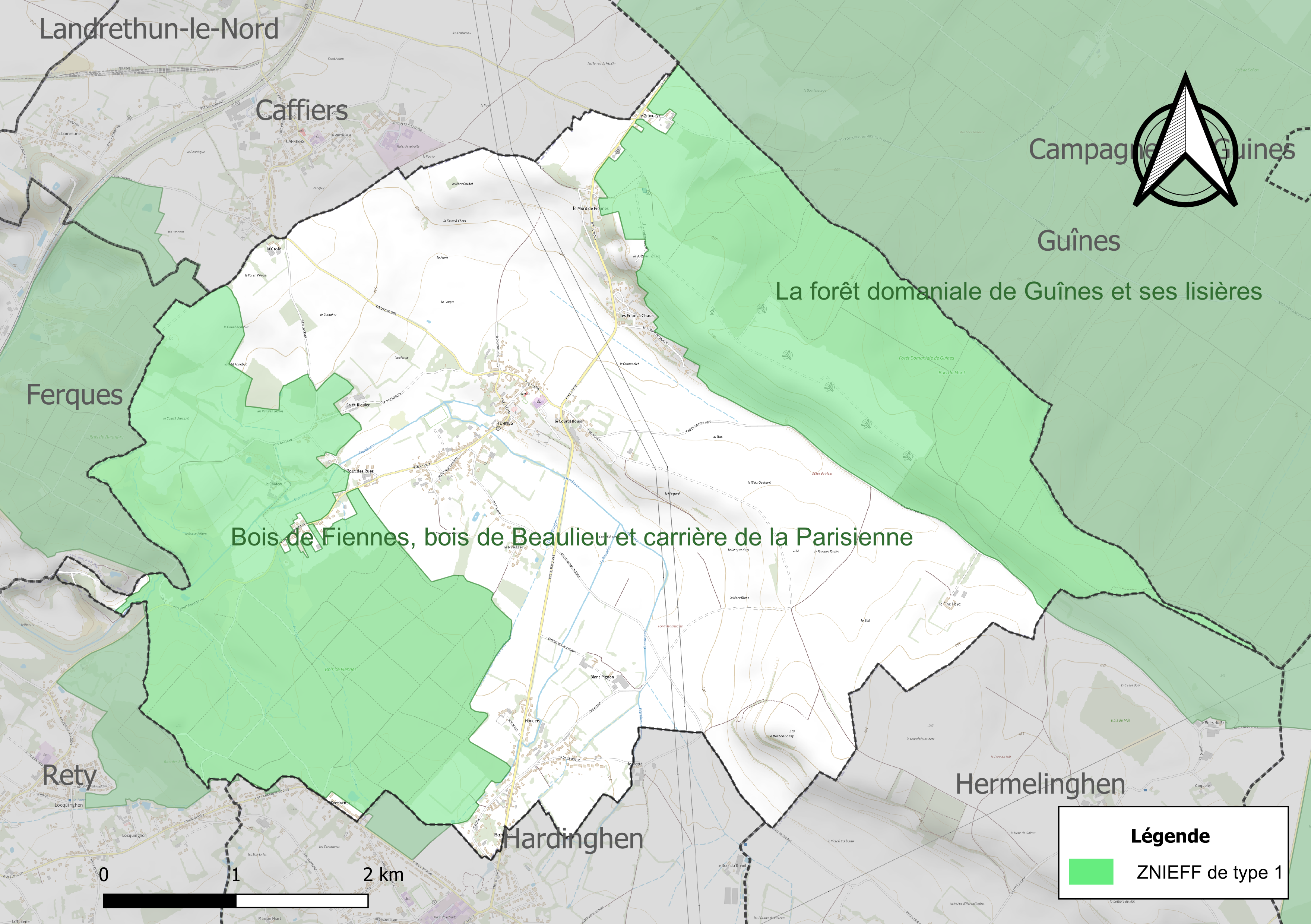
Carte des ZNIEFF de type 1 sur la commune.
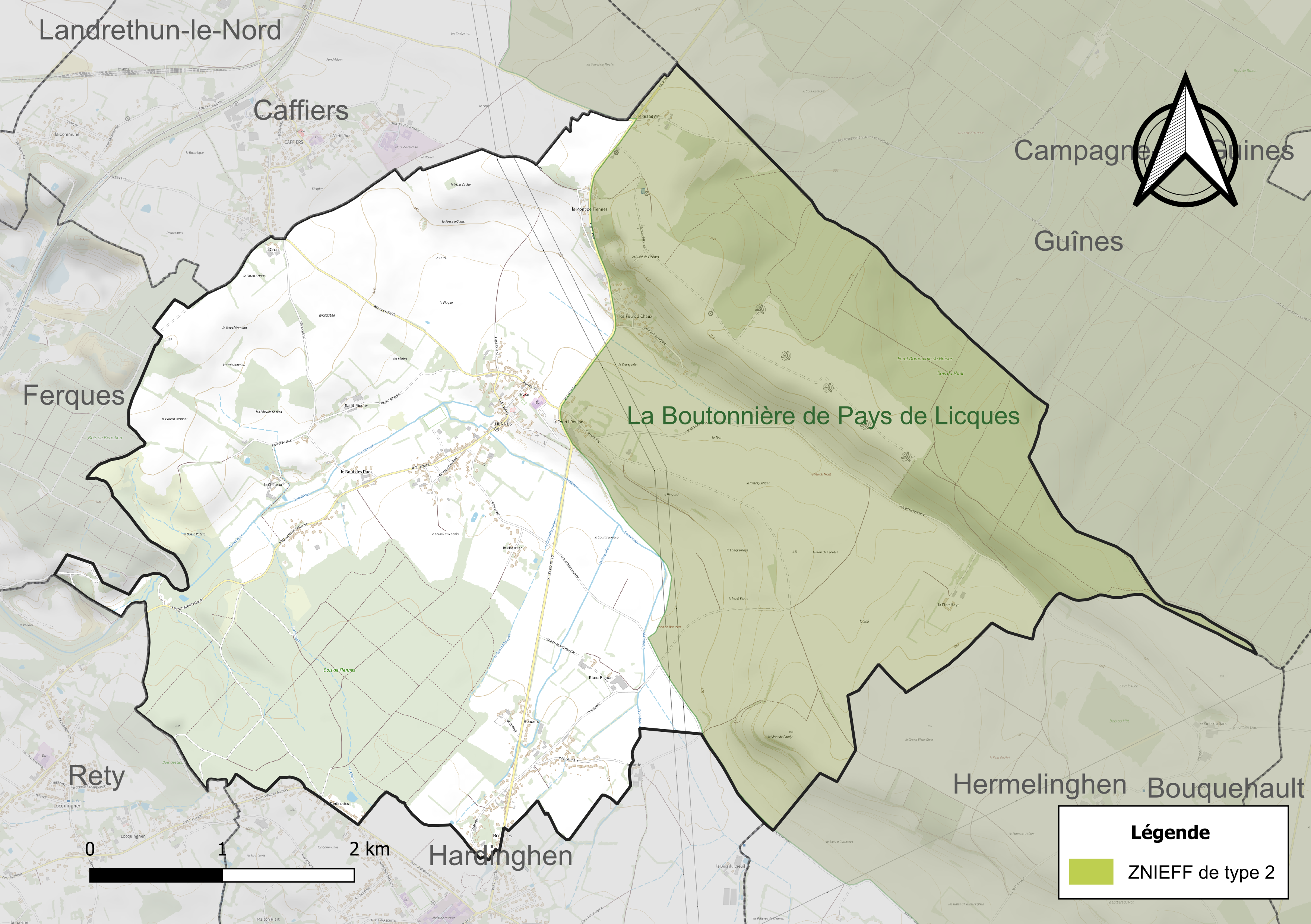
Carte de la ZNIEFF de type 2 sur la commune.

#### Site Natura 2000
Le réseau Natura 2000 est un réseau écologique européen de sites naturels d’intérêt écologique élaboré à partir des directives « habitats » et « oiseaux ». Ce réseau est constitué de zones spéciales de conservation (ZSC) et de zones de protection spéciale (ZPS). Dans les zones de ce réseau, les États membres s'engagent à maintenir dans un état de conservation favorable les types d'habitats et d'espèces concernés, par le biais de mesures réglementaires, administratives ou contractuelles.
Sur la commune, un site Natura 2000 de type B est défini en site d'importance communautaire (SIC) : les pelouses et bois neutrocalcicoles des cuestas du Boulonnais et du Pays de Licques et la forêt de Guînes.

## Urbanisme

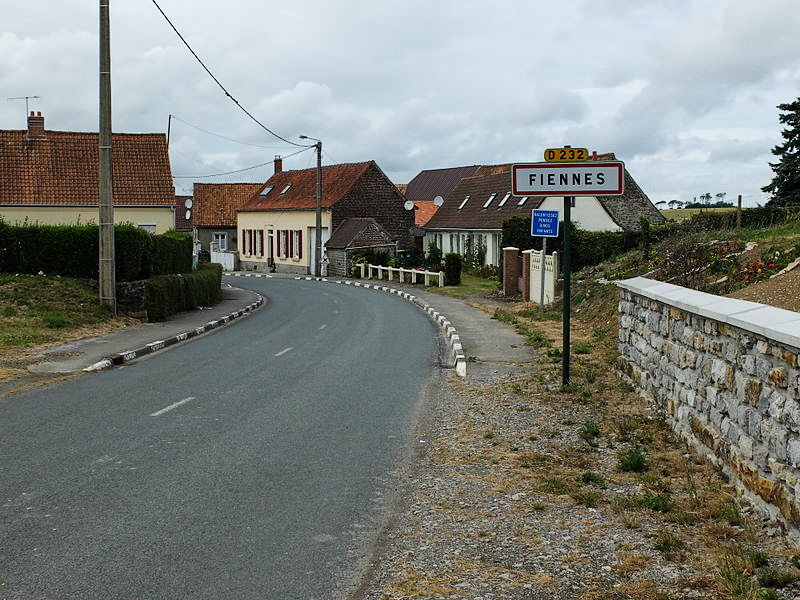
Une entrée de la commune.

L'habitat se situe, au niveau du village, de forme allongée le long de la D 232. Plusieurs hameaux comme  les Fours à Chaux et le Bout des Rues dispersent l'habitat.

### Typologie
Au 1er janvier 2024, Fiennes est catégorisée commune rurale à habitat dispersé, selon la nouvelle grille communale de densité à sept niveaux définie par l'Insee en 2022.
Elle est située hors unité urbaine. Par ailleurs la commune fait partie de l'aire d'attraction de Calais, dont elle est une commune de la couronne,. Cette aire, qui regroupe 45 communes, est catégorisée dans les aires de 50 000 à moins de 200 000 habitants,.

### Occupation des sols
L'occupation des sols de la commune, telle qu'elle ressort de la base de données européenne d’occupation biophysique des sols Corine Land Cover (CLC), est marquée par l'importance des territoires agricoles (68,3 % en 2018), une proportion sensiblement équivalente à celle de 1990 (68,9 %). La répartition détaillée en 2018 est la suivante : 
terres arables (55,2 %), forêts (27,4 %), prairies (13,2 %), zones urbanisées (4 %), mines, décharges et chantiers (0,3 %). L'évolution de l’occupation des sols de la commune et de ses infrastructures peut être observée sur les différentes représentations cartographiques du territoire : la carte de Cassini (XVIIIe siècle), la carte d'état-major (1820-1866) et les cartes ou photos aériennes de l'IGN pour la période actuelle (1950 à aujourd'hui).

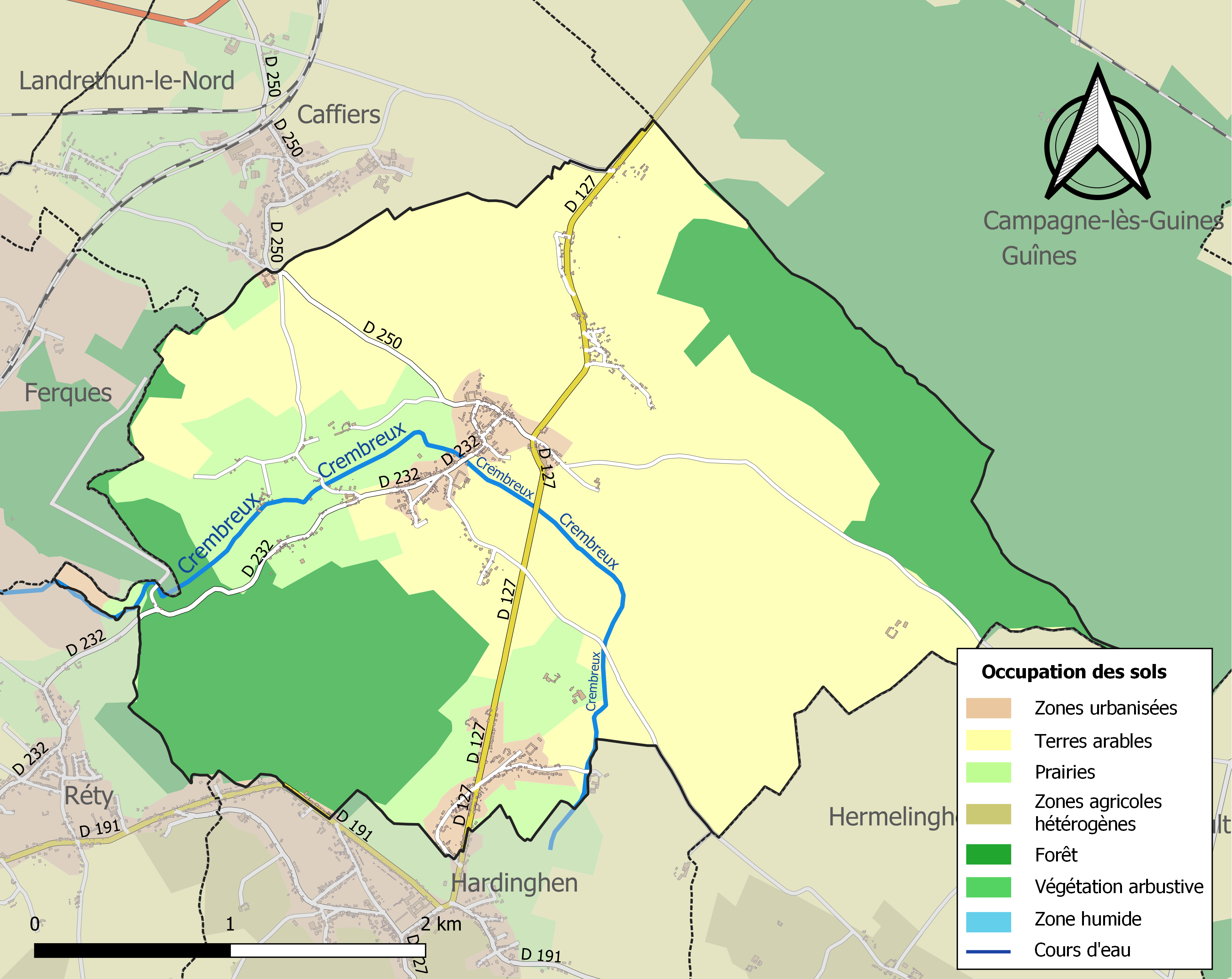
Carte des infrastructures et de l'occupation des sols de la commune en 2018 (CLC).

### Voies de communications et transports

#### Voies de communications
La commune est desservie par les routes départementales D 232, D 250 et D 127. L'Autoroute française A16, reliant L'Isle-Adam à la frontière belge, passe à l'ouest de la commune, à environ 10 km.

#### Transport ferroviaire
La gare de Calais - Fréthun est à 13 km (par la route), au nord, elle est desservie par des TGV inOui et des TER (dont TERGV). La gare du Haut-Banc, au hameau d'Elinghen, se situe à proximité (à 5,3 km en voiture), pour des dessertes locales en transport express régional (TER).

### Risques naturels et technologiques
La commune est reconnue en état de catastrophe naturelle à la suite des inondations et coulées de boue du 1er au 3 novembre 2012.

### Énergie
Cinq éoliennes sont implantées à Fiennes depuis fin 2009, au nord-est de la commune, le long de la forêt. Hautes de 64 mètres, elles ont une puissance de 2,3 mégawatts chacune.

## Toponymie
Le nom de la localité est attesté sous les formes Flitmum et Flidmum (868), Flidmis et Flidmae (1069), Filnes (1084), Finles (1093-1098), Fienles (1112), Finlleiz (1113), Fielnes (1114), Foinles (1150), Fenlae (1173), Feldnes (XIIe siècle), Felnes et Felnae (1208), Ffiennes (1248), Fienles (1258), Fienlles (1282), Fianne (1294), Fielnae (XIIIe siècle), Fyenles (1340), Fiennae (1361), Fiennes (1373), Fyennes et Fisnes (1556).
Viendrait du germanique fleutmumn, fleutma « courant ».

## Histoire
Fiennes était autrefois l'une des douze baronnies du comté de Guînes puis une des quatre châtellenies du comté de Boulogne,. Les seigneurs de Fiennes possédaient également Tingry.
En 1347, un des  bourgeois de Calais (Les Bourgeois de Calais) présentant les clefs de la ville au roi d'Angleterre Edouard III après la reddition de la cité, s'appelle Jean de Fiennes, il était capitaine de Calais; on peut le présumer originaire du village.
Le traité de Brétigny, signé en 1360, impose au roi de France que Robert de Fiennes, connétable de France, se soumette au roi d'Angleterre Édouard III car sa terre était l'une des douze baronnies du comté de Guînes devant être rendues aux Anglais. Robert de Fiennes refuse. En 1369, Édouard III envoie le capitaine Robert Knolles s'emparer du château de Fiennes avec 25 000 hommes réunis à Calais. Après quelques jours de siège, les Anglais se retirent, découragés.
La sœur du connétable Robert, Jeanne de Fiennes, assure par son mariage avec Jean de Châtillon la succession de Fiennes et de Tingry vers les Châtillon-Saint-Pol puis les Luxembourg-Saint-Pol.
Le 12 octobre 1540, les terres de Gavre (Gavere) et Sottinghien sont érigées en principauté, par lettres données à Bruxelles, au bénéfice de Françoise de Luxembourg (Maison de Luxembourg-St-Pol-Fiennes), dame de Fiennes, fille de Jacques II de Luxembourg, seigneur de Fiennes, Armentières, Sottinghien, etc., sire de Gavre par acquisition en 1515 (fils de Jacques Ier, lui-même fils de Thibaud de Luxembourg), veuve de Jean, comte d'Egmont (maison d'Egmond), chevalier de la Toison d'Or, mort le 19 avril 1528, et mère de Lamoral (1522-décapité en 1568) et Marguerite d'Egmont.
Fiennes est saisie en 1552 lors de la révolte et de la disgrâce tragique de Lamoral, et donné au duc de Vendôme, petit-fils de Marie de Luxembourg-St-Pol et père du roi Henri IV ; elle est vendue dès février 1553 au baron Louis d'Estissac (probablement Louis, issue par sa grand-mère maternelle de Thibaut de Luxembourg-Fiennes).
Mais la baronnie de Fiennes revient ensuite à deux des fils de Lamoral (alors que le benjamin, Charles, continuera les comtes d'Egmont, princes de Gavre) : Philippe et Lamoral d'Egmont (1566-1617). Ce dernier vend Fiennes en 1606 à Méry de Wicq/de Vic, futur garde des Sceaux de France, dont les trois fils eurent aussi la terre de Fiennes ; le dernier, autre Méry de Vic, la vendit ou l'échangea en 1642 avec Dominique d'Estampes de Valençay.
En 1642, Dominique d'Estampes (1600 - 6 mai 1691), 2e marquis de Valençay, acquiert le fief de Fiennes par échange (cf. Maison d'Estampes). Marié à Marguerite (alias Marie-Louise) de Montmorency (+ 1684), fille aînée de François, comte de Bouteville et sœur du maréchal duc de Luxembourg, il est créé marquis de Fiennes par lettres patentes de février 1643 (alias du 14 mars 1644, mais cette seconde option pourrait correspondre non pas aux lettres mais à la date d’enregistrement des lettres).
En 1731, Angélique Françoise de Raymond, veuve de François-Henri d'Estampes (vers 1650 + juin 1711), 4e marquis de Valençay, colonel d’un régiment de dragons, vend le marquisat de Fiennes à M. de Fontanieu, maître des requêtes, puis conseiller d’État.
La famille de Fiennes est une des grandes familles de l'histoire de France. Le membre le plus connu est Robert de Fiennes évoqué plus haut, connétable de France sous les rois Jean II le Bon et Charles V le Sage au XIVe siècle, mais d'autres nobles appartenant à la famille se sont illustrés. Elle portait pour armes : « d'argent au lion de sable armé et lampassé de gueules ».

### Premiers seigneurs de Fiennes

#### EustacheIerde Fiennes
Vers 1050, Eustache Ier de Fiennes, seigneur du lieu, épouse Adèle de Selvesse II, fille d'Adèle Ire de Selvesse fondatrice d'Ardres (liste des seigneurs d'Ardres). Adèle II est sœur d'Arnould Ier d'Ardres. À la mort d'Adèle Ire de Selvesse, les seigneurs de Fiennes vont revendiquer une part de l'héritage et affronter les seigneurs d'Ardres Arnould Ier d'Ardres et Arnould II, jusqu'à un accord par l'échange de terres.
Eustache Ier et Adèle II eurent pour fils Conon, seigneur de Fiennes, nommé dans différentes lettres des années 1099, 1107, 1112. Conon avait un frère dénommé Warin de Fiennes,.
Conon de Fiennes est le père d'Eustache II, Roger, Anselme, Guillaume de Fiennes, mentionnés dans différents titres, concernant en particulier l'abbaye Saint-Médard d'Andres et l'abbaye Saint-Wulmer de Samer.

#### Eustache II de Fiennes
En 1117, Eustache II de Fiennes, dit le Vieil, fils de Conon, est cité dans une charte dans laquelle il cède à l'abbaye Saint-Médard d'Andres la juridiction sur des terres données par un de ses parents. En 1137, le même Eustache, ou son fils du même nom, est cité dans une autre charte concernant le même monastère. Eustache II fonde l'abbaye de Beaulieu de Ferques.
Eustache II engendre plusieurs enfants :
- Eustache III de Fiennes dit le Jeune, fils aîné d'Eustache le Vieil, seigneur de Fiennes, premier époux de Marguerite de Guînes, fille d'Arnould Ier de Guînes, meurt jeune sans enfants[44].
- Enguerrand de Fiennes qui va continuer la lignée.
- Gislebert de Fiennes devient seigneur de Beautrin.
- Raoul ou Rodolphe de Fiennes, seigneur de Flamersele, épouse Adelis de Campagnes (Campagne-lès-Guînes), fille aînée d'Henry de Campagnes, seigneur d'Andres et d'Adelis de Conteuille. Adelis de Campagne était veuve d'Eustache, seigneur de Calquelle ou Cauquelles, (Coquelles) à qui elle apporta en dot la seigneurie d'Andres. Adelis est morte avant Raoul sans avoir eu d'enfants de lui[40]. Rodolphe, chevalier, cède en 1198 à l'abbaye d'Andres des dîmes qu'il possède à Loo (Lo) en Belgique actuelle, en échange d'un bois[45]
- Adelis de Fiennes prend pour époux Baudouin dit de Campagnes (Campagnes-lès-Guînes), seigneur d'Hames (Hames-Boucres), frère d'Henry de Campagnes, seigneur d'Andres[40].

#### EnguerrandIerde Fiennes
Vers 1186, Engelran ou Enguerrand Ier de Fiennes, seigneur de Fiennes après son frère Eustache III, donne avec son frère Rodolphe la dîme de Landertun (Landrethun-le-Nord) à l'abbaye d'Andres, moyennant 70 marcs d'argent, la cession est confirmée par Didier évêque des Morins (évêques de Thérouanne) puis en 1191 par Ide de Lorraine comtesse de Boulogne. Engelrand épouse en 1170-1171 Sibille de Tingry, sœur et héritière de Guillaume Pharamus de Tingry et de sa femme Mathilde. À la suite de ce mariage, les seigneurs de Fiennes deviennent également seigneurs de Tingry (voir Prince de Tingry).
En 1202, Enguerrand Ier de Fiennes participe à la quatrième croisade et y trouve la mort. Son nom figure dans la cinquième salle des croisades du château de Versailles.
Enguerrand et Sibille sont parents de :
- Guillaume Ier. Il est seigneur de Fiennes après son père, il récupère également de sa mère la seigneurie de Tingry[49]. En 1203, Guillaume, confirme à l'abbaye d'Andres toutes les possessions qu'elle avait reçues de ses ancêtres et en 1204, il annonce un accord passé avec le monastère sur le montant de la redevance versée pour qu'il en soit le protecteur[50]. En 1210, Guillaume de Fiennes approuve les donations faites à l'abbaye d'Andres par Eustache de Campaines, son vassal et son parent (Eustache, à la veille de partir, semble-t-il pour la croisade des albigeois avait fait plusieurs dons et/ou remises de redevances au monastère)[51]. Arnould II de Guînes et Jean évêque des Morins (de Thérouanne) vont à leur tour confirmer ces dons la même année[51]. Guillaume Ier épouse d'abord Agnès de Dammartin, sœur de Renaud de Dammartin, comte de Dammartin et comte de Boulogne, et en secondes noces il prend pour femme Isabeau, selon un titre de l'abbaye d'Andres daté de 1210[49]. Il vit encore en 1213[49].
- Thomas de Fiennes. En 1207, Thomas de Fiennes, frère de Guillaume Ier donne une redevance en froment à l'abbaye d'Andres<[52].
- Eustache IV de Fiennes.

### Successeurs
Guillaume Ier a eu trois fils, d'abord, Enguerrand II de Fiennes qui lui succéda et fut père de Guillaume II seigneur de Fiennes, puis Baudouin de Fiennes et Michel de Fiennes. Du fait de leur mère Agnès de Dammartin, Baudouin et Michel ont recueilli avec leur neveu Guillaume II une partie des meubles et acquêts de Mahaut (Mathilde de Dammartin), fille de Renaud et comtesse de Boulogne et de Dammartin, comme en témoignent des arrêts du Parlement de Paris.
Guillaume Ier a également eu des filles dont Mahaut de Fiennes, épouse de Baudouin III comte de Guînes.
En 1273, Guillaume de Fiennes est un des treize barons du comté de Guînes.
Le 8 novembre 1307, Jean, seigneur de Fiennes, déclare que Philippe, roi de France, (Philippe IV le Bel), à la requête du comte de Flandre Robert III de Flandre, lui a confié la garde du château de Cassel pendant un an à partir de la dernière fête de la Toussaint. Il s'engage à remplir cet office avec loyauté et donne ses biens en garantie (après la bataille de Mons-en-Pévèle gagnée par la France en 1304, et la paix d'Athis-sur-Orge en 1305, le château de Cassel et la ville de Courtrai ont été donnés temporairement à la France en gage de bonne exécution du traité de paix). En 1308, Jean de Fiennes (il est châtelain de Bourbourg, baron de Fiennes et de Tingry) et son épouse Isabelle de Dampierre, sœur du comte de Flandre, s'engagent à restituer au comte une certaine somme en deniers si Isabelle meurt sans postérité. En 1318, Robert III, comte de Flandre, annonce à Édouard II, roi d'Angleterre, que le seigneur de Fiennes consent à restituer des biens enlevés à des marchands anglais. Cette même année, Édouard, roi d'Angleterre, prie son parent et vassal Jean de Fiennes, d'aider ses ambassadeurs à moyenner une paix entre les comtes de Flandre et de Hainaut (Édouard a envoyé ce type de lettre à plusieurs seigneurs de Flandre).
Le 4 juin 1626, sont données à Madrid (le roi d'Espagne est alors comte de Flandre), des lettres de chevalerie pour Gilles du Bois dit de Fiennes, seigneur de Hestru, qui a été au service dans la cavalerie avec 15 écus par mois d'entretien, et a assisté aux sièges de Rumbecq et Wezel, à l'exemple de son grand-père, lieutenant d'hommes d'armes du comte de Roeux (Roeulx?), et qui appartient à une famille d'ancienne chevalerie alliée aux Noyelles, Bournonville, Bergues, Brias (famille de Brias).
De 1663 à 1665, année de sa mort, « très noble dame » Adrienne Charlotte de Fiennes a été abbesse de l'abbaye de Saint-Victor à Bergues.
En septembre 1685, sont données à Chambord des lettres de chevalerie en faveur d'Alexis Charles de Fiennes, seigneur d'Héricourt et de Condolle, mayeur (maire) de Saint-Omer, où il a rendu de grands services au souverain depuis que cette ville est retournée à la France.
En août 1693, sont érigées en marquisat (titre de marquis), les terres d'Anstaing et de Gruson, situées dans la châtellenie de Lille, sous la dénomination de marquisat de Fiennes, par lettres données à Versailles et enregistrées le 31 octobre 1699, en faveur de Maximilien de Fiennes, chevalier, comte de Lumbres, maréchal des camps et armées du roi, en récompense des services rendus comme maréchal des camps, brigadier et maître de camp d'un régiment de cavalerie, dans les divers commandements exercés où il a fait preuve de valeur, courage et aussi en considération de sa famille qui est une des plus illustres des Pays-Bas, qui a possédé des charges considérables et a donné un connétable à la France sous le règne des rois Jean (Jean le Bon) et Charles V, et est alliée aux maisons les qualifiées dudit pays, et dont le fils, le comte de Fiennes nous rend journellement de grands services en qualité de mestre de camp d'un régiment de cavalerie. En cas de non-succession mâle ou femelle, le marquisat sera éteint. Maximilien de Fiennes négligea de faire enregistrer ces lettres, et obtient des lettres de surannation datées de Versailles le 26 septembre 1698.
Le 13 avril 1752 est rendue une sentence de noblesse pour Charles Laurent de Fiennes, domicilié à Arras, né à Saint-Omer, paroisse Saint-Denis, le 28 juillet 1717, fils de Laurent, écuyer, chevalier de l'ordre de Saint-Louis, capitaine au régiment Royal-Infanterie, et d'Isabelle Jeanne Robelin.
En juillet 1776, sont données à Versailles des lettres autorisant Auguste Joseph Félicité de Matharel, fils de Marie Joseph de Matharel, marquis de Matharel, chevalier de l'ordre de Saint-Louis, gouverneur des ville et château de Honfleur, et d'Adélaïde Félicité de Fiennes, fille de Maximilien, marquis de Fiennes, maréchal des camps et armées du roi, arrière-petite-fille de Maximilien de Fiennes, comte de Lumbres, chef de la maison de Fiennes, accordant l'érection des terres d'Anstaing et de Gruson (près de Lille) en marquisat (titre de marquis), sous le nom de Fiennes et lui permettant à lui et à sa postérité, d'ajouter à son nom et à ses armes, celui et celles de Fiennes du Bois. Adélaïde Félicité de Fiennes, dernière de cette branche devait recueillir une substitution à son nom qui est une des plus anciennes des Pays-Bas. L'exposant est le petit-fils d'Antoine Augustin, marquis de Matharel, brigadier des armées du roi, capitaine des chevau-légers d'Anjou (gendarmerie).

### Première Guerre mondiale
Pendant la Première Guerre mondiale, Guînes est le siège en 1917-1918 d'un commandement d'étapes, c'est-à-dire un élément de l'armée organisant le stationnement de troupes, comprenant souvent des chevaux, pendant un temps plus ou moins long, sur les communes dépendant du commandement, en arrière du front. Fiennes en dépend et a à ce titre accueilli des troupes sur la commune. Le 27 septembre 1917, trois obus sont retrouvés dans un champ sur Fiennes et traités pour écarter tout danger.

### Bassin minier du Boulonnais
La commune se situe dans l'ancien bassin minier du Boulonnais où la houille est exploitée entre 1692 et 1950, soit durant plus de deux siècles.

## Politique et administration

### Découpage territorial
La commune se trouve, depuis 1962, dans l'arrondissement de Calais du département du Pas-de-Calais, auparavant, depuis 1801, elle se trouvait dans l'arrondissement de Boulogne-sur-Mer.

#### Commune et intercommunalités
La commune est membre de la communauté de communes Pays d'Opale.

#### Circonscriptions administratives
La commune est rattachée au canton de Calais-2. Avant le redécoupage cantonal de 2014, elle était, depuis 1801, rattachée au canton de Guînes.

#### Circonscriptions électorales
Pour l'élection des députés, la commune fait partie de la sixième circonscription du Pas-de-Calais.

### Élections municipales et communautaires

#### Liste des maires
| Période                                  | Période                       | Identité            | Étiquette | Qualité                          |
| ---------------------------------------- | ----------------------------- | ------------------- | --------- | -------------------------------- |
| Les données manquantes sont à compléter. |                               |                     |           |                                  |
| 1983                                     |                               | Jean Baetens        |           | Agriculteur                      |
| juin 1995                                | 2008                          | Jean-Claude Parenty |           |                                  |
| mars 2008                                | mai 2020                      | Clotilde Roberval   | DVG       | Réélue pour le mandat 2014-2020, |
| mai 2020                                 | En cours (au 24 février 2022) | Eloi Bonningues     |           | Ouvrier artisan                  |

## Équipements et services publics

### Enseignement
La commune est située dans l'académie de Lille et dépend, pour les vacances scolaires, de la zone B.
Elle administre l'école primaire « Jean de Fiennes ».

### Justice, sécurité, secours et défense
La commune dépend du tribunal de proximité de Calais, du conseil de prud'hommes de Calais, du tribunal judiciaire de Boulogne-sur-Mer, de la cour d'appel de Douai, du tribunal de commerce de Boulogne-sur-Mer, du tribunal administratif de Lille, de la cour administrative d'appel de Douai, du pôle nationalité du tribunal judiciaire de Boulogne-sur-Mer et du tribunal pour enfants de Boulogne-sur-Mer.

## Population et société

### Démographie
Les habitants de la commune sont appelés les Fiennois.

#### Évolution démographique
L'évolution du nombre d'habitants est connue à travers les recensements de la population effectués dans la commune depuis 1793. Pour les communes de moins de 10 000 habitants, une enquête de recensement portant sur toute la population est réalisée tous les cinq ans, les populations de référence des années intermédiaires étant quant à elles estimées par interpolation ou extrapolation. Pour la commune, le premier recensement exhaustif entrant dans le cadre du nouveau dispositif a été réalisé en 2005.

En 2022, la commune comptait 849 habitants, en évolution de −5,35 % par rapport à 2016 (Pas-de-Calais : −0,72 %, France hors Mayotte : +2,11 %).
| 1793 | 1800  | 1806 | 1821 | 1831  | 1836  | 1841  | 1846  | 1851  |
| ---- | ----- | ---- | ---- | ----- | ----- | ----- | ----- | ----- |
| 980  | 1 111 | 999  | 850  | 1 037 | 1 024 | 1 011 | 1 023 | 1 004 |

| 1856  | 1861  | 1866  | 1872  | 1876  | 1881  | 1886  | 1891 | 1896 |
| ----- | ----- | ----- | ----- | ----- | ----- | ----- | ---- | ---- |
| 1 025 | 1 020 | 1 040 | 1 042 | 1 036 | 1 039 | 1 020 | 979  | 845  |

| 1901 | 1906 | 1911 | 1921 | 1926 | 1931 | 1936 | 1946 | 1954 |
| ---- | ---- | ---- | ---- | ---- | ---- | ---- | ---- | ---- |
| 786  | 812  | 785  | 753  | 786  | 736  | 794  | 777  | 762  |

| 1962 | 1968 | 1975 | 1982 | 1990 | 1999 | 2005 | 2006 | 2010 |
| ---- | ---- | ---- | ---- | ---- | ---- | ---- | ---- | ---- |
| 784  | 747  | 682  | 739  | 760  | 813  | 860  | 857  | 886  |

| 2015 | 2020 | 2022 | - | - | - | - | - | - |
| ---- | ---- | ---- | - | - | - | - | - | - |
| 891  | 856  | 849  | - | - | - | - | - | - |

#### Pyramide des âges
En 2018, le taux de personnes d'un âge inférieur à 30 ans s'élève à 32,6 %, soit en dessous de la moyenne départementale (36,7 %). À l'inverse, le taux de personnes d'âge supérieur à 60 ans est de 25,1 % la même année, alors qu'il est de 24,9 % au niveau départemental.
En 2018, la commune comptait 458 hommes pour 421 femmes, soit un taux de 52,1 % d'hommes, largement supérieur au taux départemental (48,5 %).
Les pyramides des âges de la commune et du département s'établissent comme suit.
| Hommes | Classe d’âge | Femmes |
| ------ | ------------ | ------ |
| 0,4    | 90 ou +      | 1,0    |
| 3,6    | 75-89 ans    | 8,3    |
| 18,8   | 60-74 ans    | 18,3   |
| 27,4   | 45-59 ans    | 24,6   |
| 14,6   | 30-44 ans    | 18,0   |
| 17,3   | 15-29 ans    | 14,6   |
| 17,9   | 0-14 ans     | 15,1   |

| Hommes | Classe d’âge | Femmes |
| ------ | ------------ | ------ |
| 0,5    | 90 ou +      | 1,6    |
| 5,6    | 75-89 ans    | 8,9    |
| 16,7   | 60-74 ans    | 18,1   |
| 20,2   | 45-59 ans    | 19,2   |
| 18,9   | 30-44 ans    | 18,1   |
| 18,2   | 15-29 ans    | 16,2   |
| 19,9   | 0-14 ans     | 17,9   |

### Sports et loisirs
Le sentier de l'Eau Courte passe au sud-est de la commune.

## Économie

### Bassin carrier de Marquise
La commune est située dans le bassin carrier de Marquise. Ce bassin carrier est exploité, en 2025, par quatre entreprises : la société des carrières du Boulonnais créée en 1896 (granulats), la société des carrières de la Vallée Heureuse, créée en 1842 (granulats calcaire et pierre et marbre de marquise), la société des carrières de Stinkal (sables et de granulats) et la société magnésie et dolomie de France (pierres ornementales et de construction, de calcaire industriel, de gypse, de craie et d'ardoise). La société des carrières Randon (calcaire industriel, de gypse et de craie) a cessé d'exister en 1996. La production annuelle du site est de dix millions de tonnes de granulats et de 57 millions de m3 de materiaux stériles.
Ce site qui s'étend sur 2 500 hectares, concerne neuf communes : Caffiers, Ferques, Fiennes, Landrethun-le-Nord, Leubringhen, Leulinghen-Bernes, Marquise, Rety, et Rinxent. Il a la particularité de se trouver au sein du parc naturel régional des Caps et Marais d'Opale.
En 1994, pour une durée de vingt ans, un « plan de paysage de bassin carrier de Marquise » est signé entre les sociétés exploitant les carrières, les neuf communes concernées, le parc naturel régional et les pouvoirs publics. L'objectif de ce plan est que le bassin carrier ait « les mêmes allures et pentes que les collines naturelles du Boulonnais et une base boisée avec des essences locales. Leur sommet restant en landes, milieu à la biodiversité exceptionnelle ». En 2014, un plan réactualisé est de nouveau signé par les différents acteurs pour une durée de 30 ans,.
C'est dans ce bassin carrier qu'est extrait le « marbre Lunel » pour la restauration du sol de la cathédrale Notre-Dame de Paris à la suite de l'incendie.

## Culture locale et patrimoine

### Lieux et monuments

#### Site classé

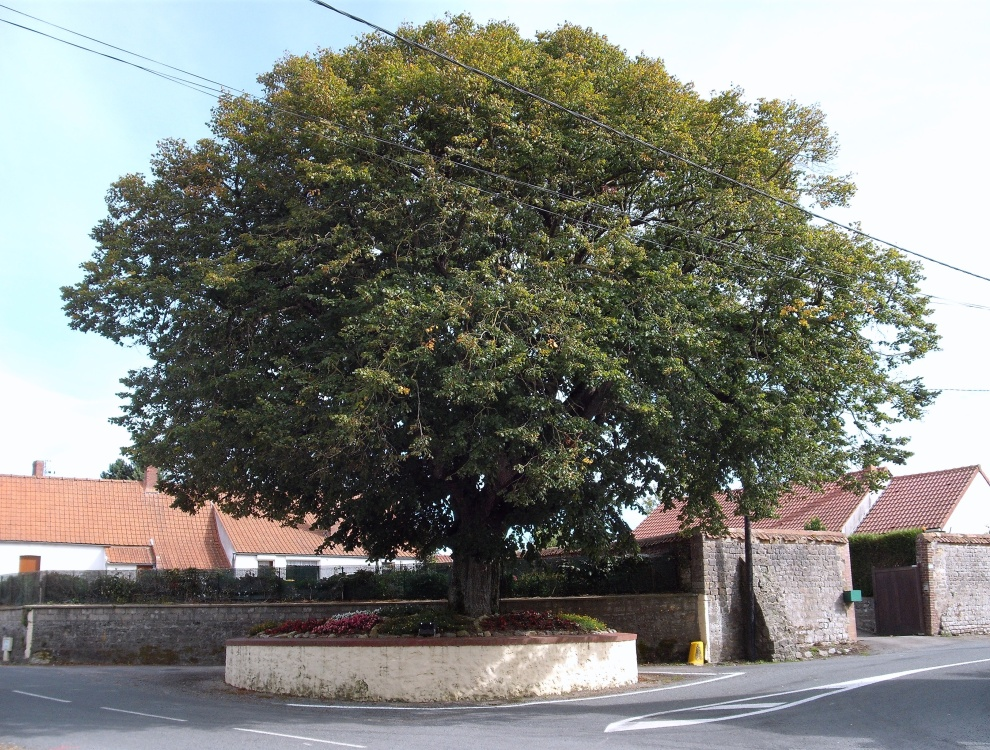
Le tilleul du Crocq en 2011, classé en 1923.

Un site classé ou inscrit est un espace (naturel, artistique, historique…) profitant d'une conservation en l'état (entretien, restauration, mise en valeur...) ainsi que d'une préservation de toutes atteintes graves (destruction, altération, banalisation...) en raison de son caractère remarquable au plan paysager. Un tel site justifie un suivi qualitatif, notamment effectué via une autorisation préalable pour tous travaux susceptibles de modifier l'état ou l'apparence du territoire protégé.
Dans ce cadre, la commune présente un site classé par arrêté du 20 janvier 1923 : le tilleul du Crocq.

#### Monuments
- L'église Saint-Martin, édifice en craie blanche complété d'un clocher avec pignon en brique[83]. Elle héberge dix-sept éléments patrimoniaux, répertoriés dans la base Palissy, classés ou inscrits au titre d'objet des monuments historiques, dont deux sont classés[84]
- Le monument aux morts[85].

### Héraldique
| Blason de Fiennes | Blason  | D'argent au lion de sable armé et lampassé de gueules.         |
| Blason de Fiennes | Détails | Armes de la famille de Fiennes. Blason adopté le 15 juin 1993. |

## Pour approfondir